# Fly or Die
Fly or Die är rockgruppen N.E.R.D:s andra album, utgivet 2004.

## Låtlista
1. "Don't Worry About It" - 3:42
2. "Fly or Die" - 3:32
3. "Jump" (feat. Joel Madden och Benji Madden) - 3:55
4. "Backseat Love" - 2:48
5. "She Wants to Move" - 3:34
6. "Breakout" - 3:50
7. "Wonderful Place" - 7:10
8. "Drill Sergeant" - 6:55
9. "Thrasher" - 2:52
10. "Maybe" - 4:23
11. "The Way She Dances" - 4:06
12. "Chariot of Fire" - 8:16